# Tropidia janowskyi
Tropidia janowskyi är en orkidéart som beskrevs av Johannes Jacobus Smith. Tropidia janowskyi ingår i släktet Tropidia och familjen orkidéer. Inga underarter finns listade i Catalogue of Life.